# Navata (kommunhuvudort)
Navata är en kommunhuvudort i Spanien.   Den ligger i provinsen Província de Girona och regionen Katalonien, i den östra delen av landet, 600 km öster om huvudstaden Madrid. Navata ligger 148 meter över havet och antalet invånare är 857.
Terrängen runt Navata är platt åt sydost, men åt nordväst är den kuperad.Runt Navata är det ganska glesbefolkat, med 35 invånare per kvadratkilometer. Närmaste större samhälle är Figueres, 9,5 km nordost om Navata. Trakten runt Navata består till största delen av jordbruksmark.